# سيبار
سيبار (السومرية: 𒌓𒄒𒉣𒆠 ، زيمبير) كلمة تعني باللغة الكلدانية مدينة الطيور كانت مدينة سومرية قديماً وبابلية لاحقاً تقع على الضفة الشرقية من الفرات حوالي 60 كيلومترَ شمال بابل، في موقع تل أبو حبة الحديث بالقرب من اليوسفية في محافظة بغداد العراقية. الاسم القديم للمدينة سيبار يمكن أن يشير أيضًا إلى شقيقتها سيبار-أمنانوم (تقع في الموقع الحديث لتل دير Tell ed-Der)؛ التصنيف الأكثر تحديدًا للمدينة المشهورة باسم Sippar هو سيبار يهروروم Sippar-Yahrurum.

## التاريخ
على الرغم من حقيقة أنه تم العثور على آلاف الألواح الطينية المسمارية في الموقع، إلا أنه لا يُعرف سوى القليل نسبيًا عن تاريخ سيبار. كما كان الحال غالبًا في بلاد ما بين النهرين، كانت سيبار جزءًا من مدينتين يفصلهما نهر الفرات، (سيبار) على الجانب الشرقي من نهر الفرات، بينما كانت شقيقتها (سيبار أمنانوم) في الغرب،
أشارت المكتشفات الفخارية إلى أن موقع سيبار كان مسكون في وقت مبكر من فترة أوروك، إلا أن الاستعمار السكاني الكبير حدث في فترة الأسرات المبكرة من الألفية الثالثة قبل الميلاد، والفترة البابلية القديمة في الألفية الثانية قبل الميلاد، والعصر البابلي الجديد من الألفية الأولى قبل الميلاد. استمرت مستويات الاستخدام الأقل في عصر الإمبراطوريات الأخمينية والسلوقية والبارثية.
كان سيبار موقع عبادة إله الشمس (السومري أوتو، أكادي شمش) ومنزل معبده بابارا.
خلال السلالات البابلية المبكرة كانت سيبار مركز إنتاج الصوف. من المحتمل أن تكون مسلة حمورابي قد نصبت في مدينة سيبار والتي تصور الإله شمش وهو يسلم السلطة للملك حمورابي في الصورة المنقوشة أعلى المسلة. بحلول نهاية القرن التاسع عشر قبل الميلاد كانت سيبار تنتج بعضًا من أفضل الأختام الأسطوانية البابلية القديمة. تم اقتراح Sippar كموقع لسفارفايم الموقع التوراتي في العهد القديم، والذي يلمح إلى المدينة المكونة من جزئين.

## علم الآثار

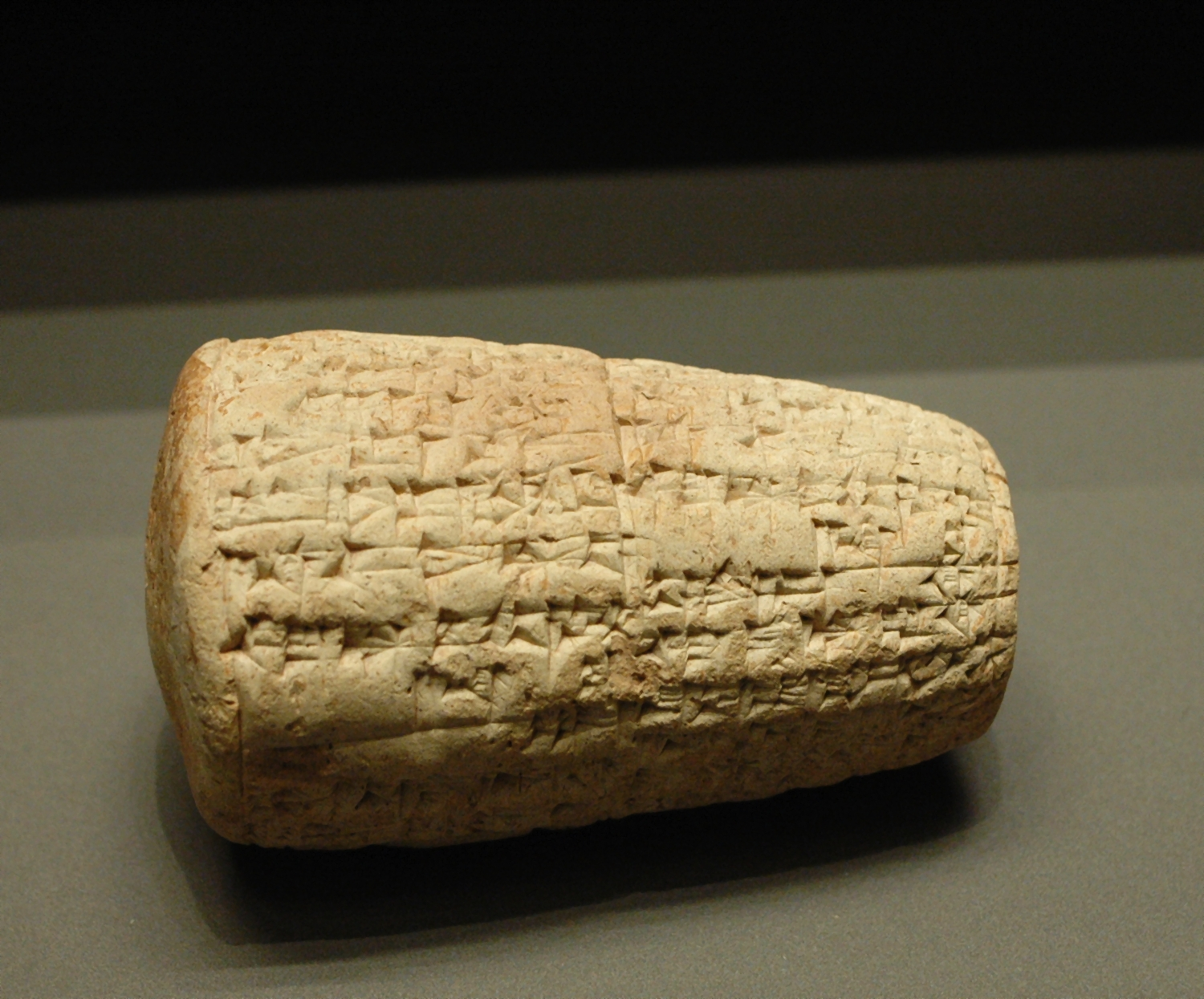
مخروط حمورابي الطيني من اللوفر

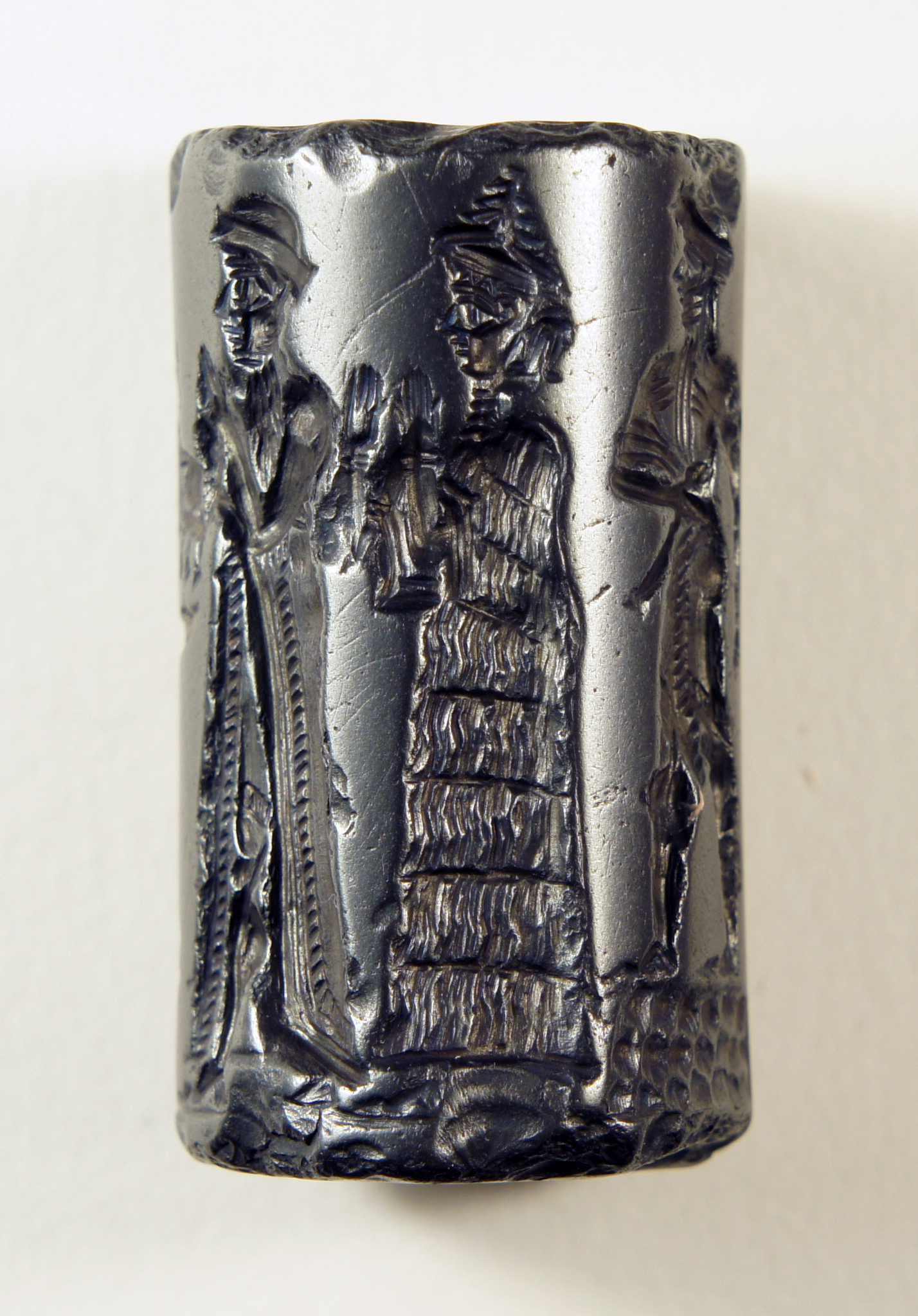
ختم اسطواني بابلي قديم، الملك يقدم قربان لشماش. يشير نمط هذا الختم إلى أنه معمول في سيبار

تم حفر تل أبو حبة الذي تبلغ مساحته أكثر من كيلومتر مربع، لأول مرة بواسطة هرمز رسام بين عامي 1880 و 1881 لصالح المتحف البريطاني واستمر التنقيب 18 شهرًا.
 تم العثور خلالها على عشرات الآلاف من الألواح بما في ذلك لوح شمش في معبد شمش / أوتو. كانت معظم الألواح المكتشفة ترجع إلى الإمبراطورية البابلية الحديثة.

تم ذكر المعبد في وقت مبكر من العام الثامن عشر لسمسو إيلونا من بابل الذي أبلغ عن ترميم «إيببار، معبد Szamasz في سيبار»، جنبًا إلى جنب مع زقورة المدينة. وما زالت الأجهزة اللوحية التي انتهى بها المطاف في المتحف البريطاني قيد الدراسة حتى يومنا هذا. وكما كان يجري غالبًا في الأيام الأولى لعلم الآثار حيث لم يكن يتم عمل سجلات التنقيب وخاصة عند العثور على المواقع الجديدة. هذا الأمر جعل من الصعب معرفة الألواح التي جاءت من سيبار عن التي جائت من سيبار أمنانوم. ألواح أخرى تعود إلى سيبار تم شرائها من السوق المفتوحة خلال تلك الفترة، وانتهى بها الأمر في أماكن مثل المتحف البريطاني وجامعة بنسلفانيا.
 ونظرًا لأن الموقع الأثري كان قريب نسبيًا من بغداد، فقد كان هدفًا شائعًا لعمليات التنقيب غير القانونية.
في عام 1894، عمل جان فينسينت شيل لفترة وجيزة في سيبار. وتم العثور على ألواح بشكل رئيسي تعود إلى البابلية القديمة، وقد ذهبت هذه الألواح إلى متحف إسطنبول. وفي الفترة من عام 1972 إلى عام 1973 قام فريق بلجيكي بالتنقيب في سيبار.

قام علماء الآثار العراقيون من كلية الآداب بجامعة بغداد بقيادة وليد الجادر مع فاروق الراوي بالتنقيب في تل أبو حبّة من عام 1977 حتى الوقت الحاضر واستمرت أعمال التنقيب لمدة 24 موسم.

بعد عام 2000 انضم إليهم معهد الآثار الألماني.

ووفقًا للبروفيسور أندرو جورج فإن اللوح المسماري الذي يحتوي على جزء من ملحمة جلجامش ربما جاء من سيبار.
سيبار أيضاً كان هو الموقع الذي تم العثور فيه على خريطة العالم البابلية.